# Александар Прат
Александар „Алекс” Прат (енгл. Alexander ”Alex” Pratt; Калгари, 27. мај 2000) канадски је пливач чија ужа специјалност су трке слободним стилом. Некадашњи је светски јуниорски првак из 2017. у тркама мешовитих штафета на 4×100 слободно. 

## Спортска каријера
Прат је дебитовао на међународној пливачкој сцени 2017. на Светском јуниорском првенству у Индијанаполису, где је освојио златну медаљу у трци мешовитих штафета на 4×100 слободно.
У сениорској конкуренцији је дебитовао на Панпацифичком првенству у Токију 2018, док је први наступ на светским првенствима у великим базенима имао у корејском Квангџуу 2019. године. У Кореји је Прат пливао у квалификацијама на 200 слободно које је завршио на 35. месту, те у трци штафета на 4×200 слободно које је канадски тим завршио на 17. месту. 